# Rogoz (okręg Bihor)
Rogoz – wieś w Rumunii, w okręgu Bihor, w gminie Sâmbăta. W 2011 roku liczyła 317 mieszkańców.